# براندون ماتيرا
براندون ماتيرا ولد سنة 11 مارس 1992 هو لاعب كرة قدم محترف سابق في أستراليا لعب لصالح نادي جولد كوست لكرة القدم (2011-2017) ونادي فريمانتل لكرة القدم (2018-2020) في الدوري الأسترالي لكرة القدم تم تجنيده كواحد من اثني عشر شابًا يبلغون من العمر 17 عامًا تم توفيرهم لجولد كوست بموجب مشروع امتيازات 

## روابط خارجية
- قالب:Fremplayer
- قالب:AFL Tables